# Corythophora
Corythophora — рід квіткових рослин родини Lecythidaceae. Представники роду поширені на півночі Бразилії, у Суринамі та Французькій Гвіані.

## Види
Рід містить чотири види:
1. Corythophora alta R.Knuth — Бразилія
2. Corythophora amapaensis Pires ex S.A.Mori & Prance — Французька Гвіана, Бразилія
3. Corythophora labriculata (Eyma) S.A.Mori & Prance — Суринам
4. Corythophora rimosa W.A.Rodrigues — Французька Гвіана, Бразилія, Суринам